# Kożuchowskaja
Kożuchowskaja (ros. Кожуховская) – stacja linii Liublińsko-Dmitrowskiej metra moskiewskiego, otwarta 28 grudnia 1995, wraz z otwarciem linii Liublińsko-Dmitrowskiej.